# 1590
| [ Edytuj tabelę ]              | |
| Król Polski                    | - 1587 Zygmunt III Waza 1632 |
| Współksiążęta Andory           | - 1588 Andreu Capella 1609 - 1572 Henryk IV Burbon 1610                                                                                               |
| Król Anglii                    | - 1558 Elżbieta I 1603 |
| Elektor Brandenburgii          | - 1571 Jan Jerzy 1598 |
| Książę Bawarii                 | - 1579 Wilhelm V 1597 |
| Sułtan Brunei                  | - 1575 Saiful Rijal 1600 |
| Cesarz Chin                    | - 1572 Wanli 1620 |
| Król Czech                     | - 1576 Rudolf II Habsburg 1611 |
| Król Danii                     | - 1588 Chrystian IV 1648 |
| Dalajlama                      | - 1589 Jonten Gjaco 1616 |
| Cesarz Etiopii                 | - 1563 Sertse Dyngyl 1597 |
| Król Francji                   | - 1589 Henryk IV 1610 |
| Król Hiszpanii                 | - 1556 Filip II 1598 |
| Landgraf Hesji-Kassel          | - 1567 Wilhelm IV Mądry 1592 |
| Stadhouder Holandii            | - 1584 Maurycy Orański 1625 |
| Szach Iranu                    | - 1587 Abbas I Wielki 1629 |
| Państwo Wielkich Mogołów       | - 1556 Akbar 1605 |
| Cesarz Japonii                 | - 1586 Go-Yōzei 1611 |
| Kalif                          | - 1574 Murad III 1595 |
| Patriarcha Konstantynopola     | - 1587 Jeremiasz II Tranos 1595 |
| Władca Korei                   | - 1567 Sŏnjo 1608 |
| Książę Kurlandii i Semigalii   | - 1587 Fryderyk Kettler 1642 - 1587 Wilhelm Kettler 1616                                                                                              |
| Sułtan Maroka                  | - 1578 Ahmad al-Mansur 1603 |
| Senior Monako                  | - 1589 Herkules 1604 |
| Król Nawarry                   | - 1572 Henryk III 1610 |
| Król Norwegii                  | - 1588 Chrystian IV 1648 |
| Sułtan Omanu                   | - 1560 Abd Allah ibn Muhammad 1624 |
| Elektor Palatynatu             | - 1583 Fryderyk IV 1610 |
| Papież                         | - 1585 Sykstus V 1590 - 1590 Urban VII 1590 - 1590 Grzegorz XIV 1591                                                                                  |
| Książę Parmy i Piacenzy        | - 1586 Aleksander 1592 |
| Król Portugalii                | - 1581 Filip I 1598 |
| Książę w Prusach               | - 1568 Albrecht Fryderyk 1618 - 1578 Jerzy Fryderyk (regent) 1603                                                                                     |
| Car Rosji                      | - 1584 Fiodor I 1598 |
| Cesarz Rzymski (niemiecki)     | - 1576 Rudolf II Habsburg 1612 |
| Kapitanowie Regenci San Marino | - 1589 Federico Sinibaldi Marino Pellicieri 1590 - 1590 Francesco Giannini Giambattista Fabbri 1590 - 1590 Orazio Giannini Giambattista Belluzzi 1591 |
| Elektor Saksonii               | - 1586 Krystian I Wettyn 1591 |
| Król Szkocji                   | - 1567 Jakub VI 1625 |
| Król Szwecji                   | - 1569 Jan III Waza 1592 |
| Król Tajlandii                 | - 1569 Maha Thammaracha Thirat 1590 - 1590 Naresuan 1605                                                                                              |
| Sułtan Turków                  | - 1574 Murad III 1595 |
| Doża Wenecji                   | - 1585 Pasqual Cicogna 1595 |
| Król Węgier                    | - 1576 Rudolf II 1608 |

Rok 1590 / MDXC
stulecia: XV wiek ~
XVI wiek ~
XVII wiek

lata: 1580 «
1585 «
1586 «
1587 «
1588 «
1589 «
1590
» 1591
» 1592
» 1593
» 1594
» 1595
» 1600

## Wydarzenia w Polsce
- 8 marca–21 kwietnia w Warszawie obradował sejm zwyczajny[1].
- 31 marca – pożar zniszczył doszczętnie zabudowania Skwierzyny.
- 14 maja – Cieszanów otrzymał prawa miejskie.
- 2 grudnia w Warszawie rozpoczął obrady sejm zwyczajny[2].
- Wprowadzony został rejestr kozacki (1000 kozaków wzięto na żołd Rzeczypospolitej).
- Nastąpiło rozdzielenie Skarbu Królewskiego i publicznego.

## Wydarzenia na świecie
- 14 marca – Wojny religijne hugenockie: hugenoci pokonali w bitwie pod Ivry wojska francuskiej Ligi Katolickiej.
- 21 marca – w Stambule podpisano traktat pokojowy kończący II wojnę persko-turecką.
- 17 maja – Anna Duńska została koronowana na królową Szkocji.
- 15 września
  - Urban VII został papieżem.
  - trzęsienie ziemi o sile 6,0° w skali Richtera w Wiedniu i Dolnej Austrii.
- 27 września – 13 dni po wyborze zmarł na malarię papież Urban VII, kończąc w ten sposób najkrótszy pontyfikat w historii papiestwa.
- 16 października – książę Venosy, kompozytor i lutnik Carlo Gesualdo zamordował w swym pałacu w Neapolu przyłapanych in flagranti żonę z kochankiem.
- 5 grudnia – Grzegorz XIV został wybrany papieżem.
- W Chinach wydano Podróż na zachód.
- Patriarcha Konstantynopola Jeremiasz II Tranos powrócił z podróży do Moskwy.

## Urodzili się
- 6 stycznia – Kasper Drużbicki SJ, prekursor kultu Serca Jezusowego (zm. 1662)
- 9 stycznia – Simon Vouet, francuski malarz okresu baroku (zm. 1649)
- 13 stycznia – Artur Bell, kapłan, męczennik chrześcijański, błogosławiony Kościoła rzymskokatolickiego (zm. 1643)
- 18 kwietnia – Ahmed I, sułtan Imperium Osmańskiego (zm. 1617)
- 5 maja – Jakub Sobieski, polski magnat, poseł, pamiętnikarz, działacz polityczny, dowódca wojskowy, ojciec Jana III Sobieskiego (zm. 1646)
- 12 maja – Cosimo II de’ Medici – Wielki Książę Toskanii (zm. 1621)
- 12 lipca – Nicolas Tournier, francuski malarz okres baroku (zm. 1638)
- 13 lipca – Klemens X, papież (zm. 1676)
- 26 lipca – Jan Crell, teolog i pisarz braci polskich (zm. 1633)
- 7 sierpnia – Karol Habsburg, książę nyski i cieszyński, biskup wrocławski, wielki mistrz zakonu krzyżackiego (zm. 1624)
- 2 września – Agostino Mascardi, – włoski profesor retoryki, pisarz (zm. 1640)
- 25 września – Théophile de Viau, – francuski poeta i dramaturg (zm. 1626)
- 3 października – Anna pomorska (1590–1660), księżniczka pomorska, księżna Croy, córka Bogusława XIII, księcia pomorskiego i Klary. Ostatnia przedstawicielka dynastii Gryfitów (zm. 1660)
- 3 grudnia – Daniel Seghers, flamandzki malarz barokowy specjalizujący się w przedstawieniach kwiatów (zm. 1661)
- data dzienna nieznana: 
  - Arthur Aston, brytyjski dowódca wojskowy, najemnik (zm. 1649)
  - Bartolommeo Bianco, włoski architekt działający w Genui, tworzący w nurcie wczesnego baroku (zm. 1657)
  - Teofila Chmielecka, wojewodzina kijowska, żona Stefana Chmieleckiego (zm. 1650)
  - Wilhelm Courtet, francuski dominikanin, misjonarz na Dalekim Wschodzie, męczennik, święty katolicki (zm. 1637)
  - Martin de Redin, 58. wielki mistrz zakonu joannitów od 17 sierpnia 1657 do śmierci (zm. 1657)
  - Théophile de Viau, francuski poeta i dramaturg (zm. 1626)
  - Abraham de Vries, malował portrety pod wpływem Rembrandta (zm. 1650)
  - Jan Działyński (1590–1648), wojewoda chełmiński, starosta pokrzywnicki, pucki i kowalewski (zm. 1648)
  - Maciej Głoskowski, polski matematyk, kartograf i poeta (zm. 1658)
  - Tomasz Hioji Rokusayemon Nishi, japoński dominikanin, męczennik, święty katolicki (zm. 1634)
  - Jan Krieg, polski malarz (zm. 1643)
  - Stanisław Lanckoroński, hetman polny koronny, od roku 1650 wojewoda bracławski (zm. 1657)
  - Franciszek Bernard Mniszech, starosta sanocki, szczyrzycki, kasztelan sądecki, brat Maryny Mniszchównej – carowej Rosji (zm. 1661)
  - Boris Morozow, szef rządu we wczesnym okresie panowania cara Aleksego I, którego zresztą wychowywał i był jego szwagrem (zm. 1661)
  - Samuel Stanisław Nadolski, starosta tczewski, kasztelan rozpierski, a później rawski, rotmistrz, kapitan piechoty (zm. 1655)
  - Samuel Pac, rotmistrz husarski, chorąży wielki litewski, jeden z najdzielniejszych rycerzy swojej epoki (zm. 1627)
  - François Perrier (malarz), francuski malarz i miedziorytnik (zm. 1650)
  - Stanisław Pstrokoński, biskup chełmski, jezuita, proboszcz płocki (zm. 1657)
  - Krzysztof Sapieha, podczaszy wielki litewski, krajczy wielki litewski, stolnik wielki litewski, podstoli wielki litewski (zm. 1637)
  - Krzysztof Stefan Sapieha, pisarz wielki litewski, starosta lidzki, mścisławski i wilkijski (zm. 1627)
  - Jan Stoiński, ariański działacz reformacyjny w Polsce, duchowny, teolog, pisarz i poeta (zm. 1654)
  - Janusz Tyszkiewicz Łohojski, magnat, wojskowy, polityk Rzeczypospolitej Obojga Narodów (zm. 1649)
  - Grigore Ureche, mołdawski kronikarz, zarządca Dolnej Mołdawii (zm. 1647)
  - Piotr od św. Katarzyny Vazquez, hiszpański dominikanin, misjonarz, męczennik, błogosławiony katolicki (zm. 1624)
  - Georg Weissel, niemiecki duchowny luterański i poeta (zm. 1635)
  - Arakel z Tebryzu, ormiański mnich i kronikarz (zm. 1670)

## Zmarli
- 7 stycznia – Jakob Andreä – niemiecki teolog luterański (ur. 1528)
- 20 stycznia – Giambattista Benedetti, włoski fizyk i matematyk (ur. 1530)
- 2 lutego
  - Katarzyna del Ricci, święta Kościoła katolickiego, mistyczka, wizjonerka, stygmatyczka (ur. 1522)
  - Martin Medek, czeski duchowny katolicki, arcybiskup metropolita praski (ur. 1538)
- 3 lutego – Germain Pilon, francuski rzeźbiarz manierystyczny (ur. ok. 1537)
- 4 lutego – Gioseffo Zarlino, włoski kompozytor i teoretyk z epoki renesansu (ur. 1517)
- 12 lutego – François Hotman, francuski prawnik i pisarz (ur. 1524)
- 14 marca – Gryzelda Batory, córka Krzysztofa Batorego i Elżbiety Bocskai, bratanica króla Polski Stefana Batorego (ur. 1569)
- marzec – Piotr II Kolczyk, hospodar Wołoszczyzny w latach 1583–1585 z dynastii Basarabów (ur. ?)
- 6 kwietnia – Francis Walsingham – polityk angielski (ur. 1532)
- 10 lipca – Karol Styryjski, arcyksiążę austriacki (ur. 1540)
- 16 lipca – Bartłomiej Fernandes od Męczenników, portugalski dominikanin, biskup i arcybiskup Bragi (ur. 1514)
- 28 lipca – Martin von Schaumberg, biskup Eichstätt (ur. 1523)
- 27 sierpnia – Sykstus V, papież (ur. 1521)
- 28 sierpnia
  - Guillaume du Bartas, francuski poeta (ur. 1544)
  - Piotr Dunin Wolski, biskup płocki i przemyski (ur. 1531)
- 20 września – Robert Garnier, francuski poeta (ur. 1544)
- 23 września – Mikołaj Bobadilla, jeden z pierwszych członków zakonu Jezuitów (ur. 1511)
- 27 września – Urban VII, papież (ur. 1521)
- 17 października – Anna Austriacka, arcyksiężniczka austriacka, księżna Bawarii (ur. 1528)
- 23 października – Bernardino de Sahagún, hiszpański zakonnik, misjonarz franciszkański (ur. 1499)
- 29 października – Dirck Volckertszoon Coornhert, holenderski grawer, pisarz, poeta, filozof, tłumacz, polityk i teolog (ur. 1522)
- 19 listopada – Hieronim Zanchiusz, zakonnik, następnie teolog kalwiński, duchowny i pisarz (ur. 1516)
- 29 listopada – Philipp Nicodemus Frischlin, niemiecki filolog późnohumanistyczny, nowołaciński dramaturg i liryk (ur. 1547)
- 20 grudnia – Ambroise Paré – francuski chirurg (ur. ok. 1510)
- data dzienna nieznana: 
  - Balthasar Batthyány – węgierski generał, uczestnik wojen z Turcją (ur. ok. 1543)
  - Jacob Grimmer – flamandzki malarz, pejzażysta (ur. ok. 1525)
  - Kasper Karliński – starosta olsztyński (ur. ?)
  - Leone Leoni – włoski rzeźbiarz, medalier i złotnik (ur. ok. 1509)
  - Dionizy Szyjka – bernardyn, kantor, gwardian (ur. ok. 1530)
  - Marcin Ujazdowski – polski duchowny i filozof, profesor Akademii Krakowskiej (ur. ?)

## Zdarzenia astronomiczne
- 3 października – zakrycie Marsa przez Wenus[3]

## Święta ruchome
- Tłusty czwartek: 1 marca
- Ostatki: 6 marca
- Popielec: 7 marca
- Niedziela Palmowa: 15 kwietnia
- Wielki Czwartek: 19 kwietnia
- Wielki Piątek: 20 kwietnia
- Wielka Sobota: 21 kwietnia
- Wielkanoc: 22 kwietnia
- Poniedziałek Wielkanocny: 23 kwietnia
- Wniebowstąpienie Pańskie: 31 maja
- Zesłanie Ducha Świętego: 10 czerwca
- Boże Ciało: 21 czerwca